# Dripping Springs (Oklahoma)
Dripping Springs es un lugar designado por el censo ubicado en el condado de Delaware  en el estado estadounidense de Oklahoma. En el año 2010 tenía una población de 	50 habitantes y una densidad poblacional de 	13,51 personas por km².

## Geografía
Dripping Springs se encuentra ubicado en las coordenadas 36°10′30.82″N 94°40′19.28″O / 36.1752278, -94.6720222 (36.175228°	-94.672022°). Según la Oficina del Censo de los Estados Unidos, Dripping Springs tiene una superficie total de 1,418 mi² (3,7 km²), de la cual 1,418 mi² (3,7 km²) corresponden a tierra firme y 0 mi² (0 km²) es agua.

## Demografía
Según la Oficina del Censo en 2000 los ingresos medios por hogar en la localidad eran de $14,375 y los ingresos medios por familia eran $20,000. Los hombres tenían unos ingresos medios de $13,750 frente a los $0 para las mujeres. La renta per cápita para la localidad era de $7,479. Alrededor del 12.1% de la población estaban por debajo del umbral de pobreza.